# Оберріден (Баварія)
Оберріден (нім. Oberrieden) — громада в Німеччині, знаходиться в землі Баварія. Підпорядковується адміністративному округу Швабія. Входить до складу району Унтеральгой. Складова частина об'єднання громад Пфаффенгаузен.
Площа — 20,82 км2. Населення становить 1218 ос. (станом на 31 грудня 2020).

## Галерея

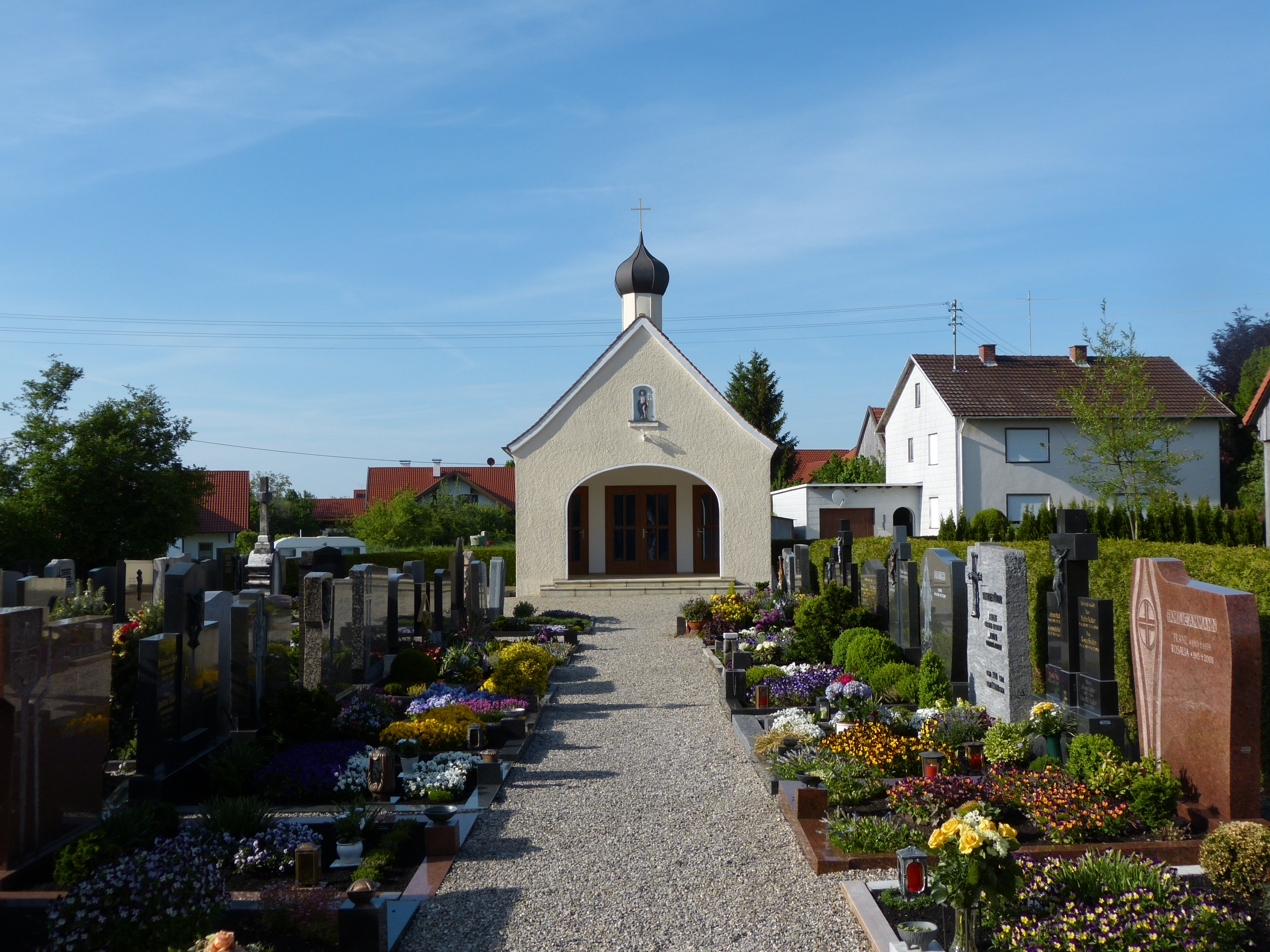